# Harposporium lilliputanum
Harposporium lilliputanum är en svampart som beskrevs av S.M. Dixon 1952. Harposporium lilliputanum ingår i släktet Harposporium och familjen Clavicipitaceae.   Inga underarter finns listade i Catalogue of Life.